# Gaediopsis monnula
Gaediopsis monnula är en tvåvingeart som beskrevs av Henry J. Reinhard 1951. Gaediopsis monnula ingår i släktet Gaediopsis och familjen parasitflugor. Inga underarter finns listade i Catalogue of Life.